# Viepri
Viepri è una frazione del comune di Massa Martana (PG), situata a circa 7 km a nord di Massa, 7 km a sud-ovest di Bastardo, ed a 13 km da Todi. Si trova ad un'altitudine di 478 m s.l.m. ed è occupato da 143 abitanti (dati Istat, 2001).

## Storia
Il castello di Viepri, costruito dagli abitanti di Monte Schignano (anticamente Monte Ascanio), si dice prese il nome dalle spine che erano nel luogo.
Il borgo è stato costruito nel XIII-XIV secolo in un luogo naturalmente molto protetto, un avvallamento fra alte colline, che lo rendono visibile, da qualsiasi direzione si arrivi, solo una volta a ridosso del paese.
La storia di Viepri è quella di un borgo agricolo fortificato, ripetutamente conteso fra Todi e Foligno, ed al centro di intense lotte e rappresaglie per liti di confine con Montecchio di Spoleto ma, soprattutto, con Massa Martana.
Nel 1392 gli uomini di Viepri, insieme a quelli di Torri, scelsero di appartenere a Ugolino III Trinci di Foligno, al quale cinque anni dopo venne affidata da papa Bonifacio IX l'impresa di togliere nuovamente ai perugini il dominio di Assisi, Spello e Todi.

## Economia e manifestazioni
Il paese è famoso nella zona per la Sagra della polenta, che si celebra nella seconda metà di marzo. Il santo patrono è san Giovanni Battista, che si festeggia ogni 29 agosto.

## Monumenti e luoghi d'interesse
La frazione ha conservato buona parte della sua natura di villaggio medievale, in particolare una sezione delle mura, risalenti al 1390, due porte medievali, e le due chiese di San Giovanni Battista e Santa Maria.
La parte più caratteristica della frazione viene chiamata Torre Antica, o Il Borgo. Sopra la porta di accesso al castello vi è lo stemma di Todi del XVI secolo. Lì, proprio sopra la porta ovest, si trova la chiesa di San Giovanni Battista, piccola cappella cinquecentesca, con accesso dall'interno del paese. Al suo interno vi è un affresco datato 1577, raffigurante, in alto, la Madonna col bambino e angeli, sotto, una rappresentazione molto popolaresca ma intensamente significativa della Decollazione di S. Giovanni Battista, e sulla sinistra, San Rocco. L'arco sottostante è stato restaurato nel 2004 dopo i danni subiti durante gli eventi sismici umbri del 1997.

Monumenti di Viepri
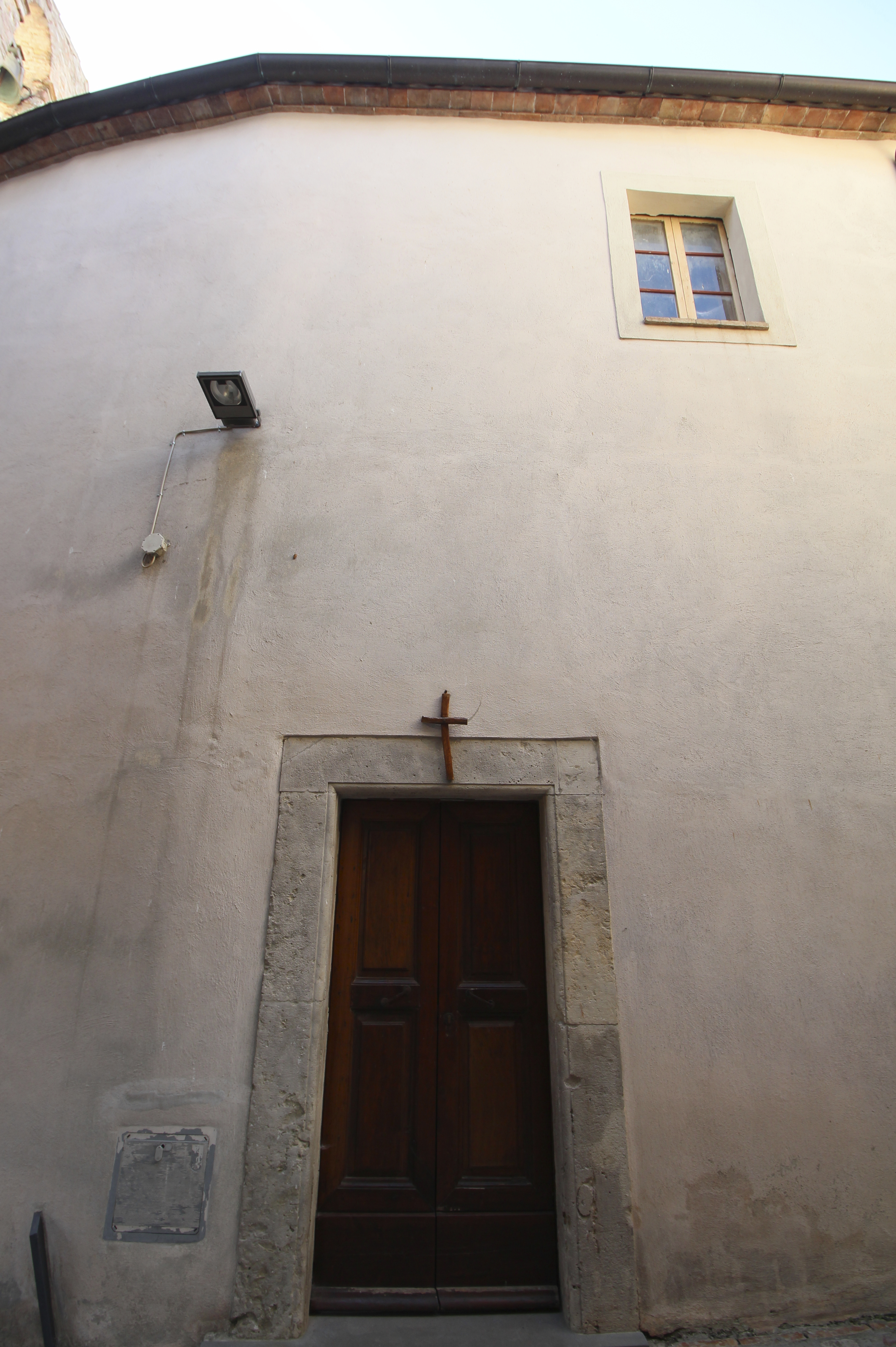
La chiesa di San Giovanni Battista
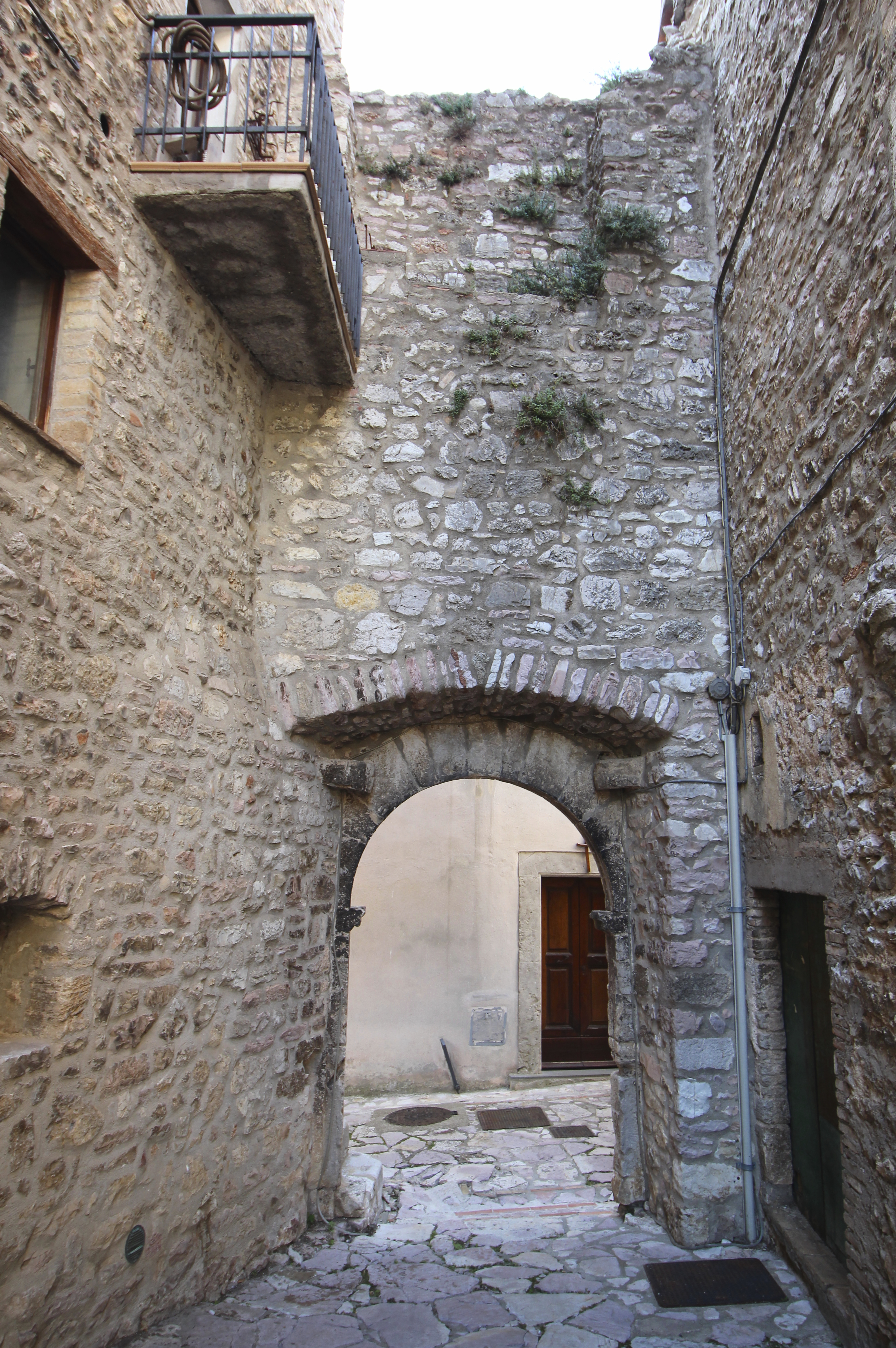
Porta del borgo
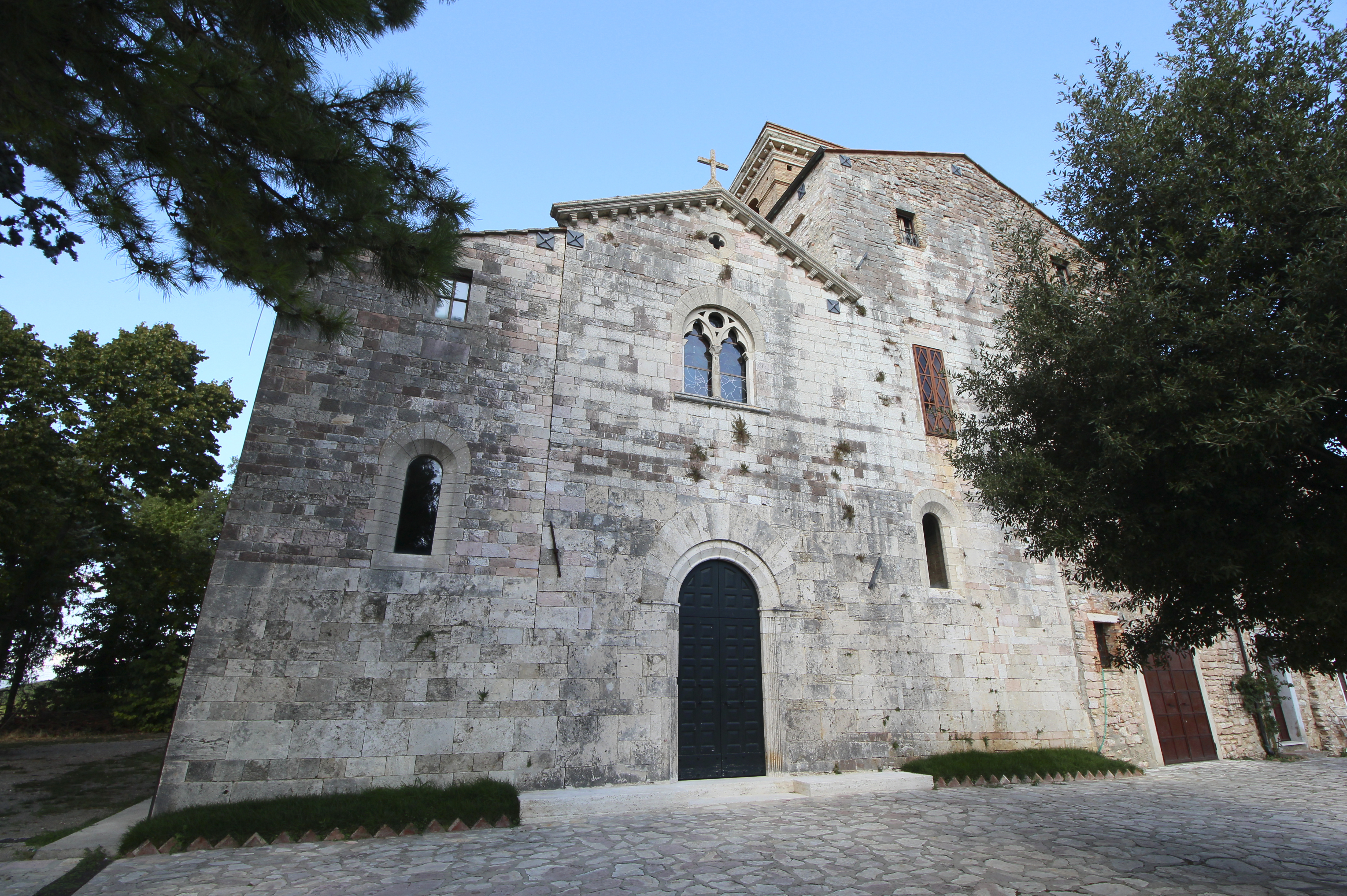
L'Abbazia di Santa Maria di Viepri

### Abbazia di Santa Maria di Viepri
L'Abbazia di Santa Maria di Viepri (Abbazia di Santa Maria Sperandio) è invece fuori dall'abitato, a circa 600 metri in direzione del piccolo cimitero sulla strada per Grutti, ed è stata eretta dai signori di Castelvecchio intorno al 1150 utilizzando materiale di spoglio di altre costruzioni molto antiche. Oggi la chiesa è solo una parrocchia, ma nel tempo ha ricoperto il ruolo di plebato e collegiata di un abate e cinque canonici regolari, ed agli inizi del XIII secolo era la pieve del distrutto castello di Monteschignano.
In classico stile romanico umbro (particolarmente riscontrabile nell'abside semicircolare decorata con archi ciechi), in circa 900 anni di vita ha subito numerose aggiunte e modifiche.
La facciata, a due spioventi, è in blocchi squadrati di pietra ed ha un portale a due incassi, sormontato da una bifora. Unita con la facciata, a destra, si eleva una massiccia torre campanaria, oggi mozza. La torre romanica si dice sia stata abbattuta da un fulmine e successivamente inglobata nella costruzione adiacente e sostituita da un grande campanile quadrato. Interessanti le absidi duecentesche, restaurate nel 1940, ed i frammenti scultorei di origine romana (presi dalla vicina via Flaminia) ed altomedioevale, incassati nelle pareti. Si notano anche alcuni frammenti di ornati bizantini ed uno scudo rococò del XVIII secolo, segnalante la presenza di frati Agostiniani.
L'interno, suddiviso in tre navate terminanti in tre absidi, separate da una doppia fila di pilastri, racchiude un calice medievale finemente lavorato, una croce maltese dalle origini incerte, un affresco di San Sebastiano del XIII secolo e due affreschi di Andrea Polinori, la nascita della Vergine Maria ed una Madonna del Rosario con Santi.
Nel paese esisteva anche un'altra chiesa, ora scomparsa, intitolata a San Quirico, la quale nel 1259 era sussidiaria del Capitolo di Todi.
Nelle vicinanze, nel XII secolo, venne eretto un eremo sul monte Martano, in località detta "Valle della Cerasa", e nella zona ricca di olivi e di colture, anche il pittoresco castello "Le Rocchette". Sempre poco distante (lungo la strada Foligno-Todi) sorge il santuario romanico dedicato a Sant'Arnaldo. La devozione degli abitanti dei territori vicini verso questo santo ha origini molto lontane, ed esso viene invocato contro l'ernia e i mali occulti. La sua festa si celebra la seconda domenica di settembre.